# Salvador Cea-Bermúdez Buzo
Salvador Cea-Bermúdez Buzo   (Màlaga, 17 de febrer de 1803 - Roma, 31 d'octubre de 1852) fou un aristòcrata i polític espanyol, fugaçment ministre durant el regnat d'Isabel II d'Espanya.
Fill de Manuel Cea-Bermúdez Lacosta, el 4 d'octubre de 1832 es casà a Alemanya amb María Antonia Gertrudis Colombí Bode, i per això assolí el títol de comte consort de Colombí. Quan es va constituir l'anomenat "ministeri llampec" de Serafí Maria de Soto i Ab-Ach en fou nomenat Ministre d'Estat, tot i que no va ocupar el càrrec. Després va marxar a Roma, on va morir el 1852. És enterrat a l'Església de la Mare de Déu de Montserrat a Roma.